# كوخولين

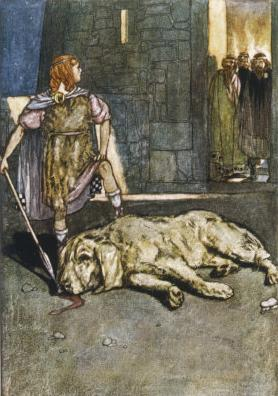
كوخولين يقتل كلب كولان

كوخولين (بالأيرلندية Cúchulainn) شخصية موجودة في الأساطير الأيرلندية وبالذات في حكايات أولستر وكان محاربا قويا وهو ابن أخت كونخوبار ملك أولستر الذي حكم في بداية عهد المسيحيين على الأرض.
وتظهر صفاته كشخص شجاع ومخلص وكريم وذكي وودود واختار منذ بداية حياته أن يعيش حياة قصير بشهرة لا تموت عوضا عن حياة طويلة آمنة من النسيان وكان يقاتل الوحوش والبشر والكائنات الخرافية وكانت له حربة تدعى غاي بولغا وتعني الحربة المسننة وحصانه الرمادي وعند اشتداد المعركة كان يخرج نور من جبهته وعمود من الدم من رأسه.
وفقا للأساطير فقد كان ابن الإله لوغ وكان محاربا ضاريا وهو لا يزال صغيرا وحصل على اسمه الذي يعني كلب كولان عندما كان في الثانية عشرة أو في الخامسة كما تذكر بعض المصادر وذلك بعد أن قتل كلب الحراسة الضخم لكولان الحداد بأن أمسكه من رجليه الخلفيتين وضربه بالصخور حتى مات، ولاحقا أراد الزواج من أميرة تدعى إيمر لكن أباها فورغال خطط لقتله فقام بملاحقته حتى رماه من أسوار قصره، هزم محاربة تدعى أيف وأنجبت منه ولدا اسمه كونلاي.
وفي حكاية أخرى قتل ابنه كونلاي في تضارب للولاء، وكان ابنه الذي تربى في بلد أمه قد أقسم على ألا يكشف هويته وألا يرفض نزالا وعندما أتى لأولستر تحداه محاربو كونخوبار عندما رفض أن يكشف هويته لهم وفتل اثنين من أفضلهم فانبرى له كونخوبار لكي يحمي شرف أولستر وكان يعرف هويته فاستطاع أن يرديه قتيلا ورمى بجثته أمام كونخوبار ورجاله بأنه وضع ولاءه فوق كل شيء.
وهناك قصة أخرى لتضارب المصالح ومنها حملة القطيع في كولي (بالإنكليزية Cattle-Raid of Cooley بالأيرلندية Táin Bó Cúailnge) كانت ميدب ملكة كوناكت أتت إلى أولستر لكي تأخذ ثورا أعجبها ولكن تصدى لها كوخولين وقاتل جيشها واحدا تلو الآخر ولكنها أرسلت صديقا له يدعى فير دياد فوضع ولاءه فوق عواطفه فقتل صديقه بعد ثلاثة أيام من القتال.
تصف رواية موت كوخولين كيف انه مر على ثلاث ساحرات يطبخن كلبا (وهو سميَه) وكان محرما عليه أكله ولكن كان محرما أيضا أن يمر على طعام مطبوخ دون أن يأكل، فأكل بذراعه اليسرى التي ضعفت، وفي المعركة استسلم لأعدائه وربط نفسه بصخرة حتى يموت واقفا ولم يدري أعداؤه بموته حتى أتى عقاب لينقر عينه.